# 祈りのカルテ
『祈りのカルテ』（いのりのカルテ）は、知念実希人による日本の医療ミステリ小説。全5話からなる連作短編集である。2018年3月29日にKADOKAWAより刊行されたのち、2021年2月25日に角川文庫より文庫本が刊行された。
2022年8月10日に続編となる『祈りのカルテ 再会のセラピー』がKADOKAWAより刊行された。
2022年10月期にテレビドラマ化された。

## あらすじ（祈りのカルテ）
純正会医科大学を卒業し、同大学附属病院に研修医として入った諏訪野良太は初期臨床研修で各科を回っているが、初期研修後の専攻科をどこにするかは決めかねており、期限ぎりぎりまで迷っていた。
彼女が瞳を閉じる理由
研修1年目で精神科での研修。研修医はどの科でも週に1回は救急部当直が課せられており、救急部での当直時に睡眠導入剤を過剰摂取したという山野瑠香が救急搬送されてきた。瑠香は定期的に同じことを繰り返していたため、救急部の医師や看護師も「ああ、瑠香ちゃんね」と慌てる様子もなかった。諏訪野は、瑠香のカルテを見直して入院日と退院日に法則があるのを発見し、同期の沢井に瑠香の血液分析を依頼。瑠香の病室に行き、血液から睡眠薬の成分は検出されなかったことと元夫が来たことを話すと瑠香の表情がゆがんだ。さらに救急搬送希望するのは元夫からの暴力や金の無心を避けるためではと問うと、瑠香は自主退院すると病室から退室した。あらかじめ警察を呼んだ上で元旦那に立ち向かい、数時間後負傷者として搬送されてきたと、救急部当直中の冴木裕也からの連絡で救急室に駆けつけた諏訪野に元旦那と縁を切ったと報告した。
悪性の境界線
外科での研修。指導医と共に、入院してきた老齢の近藤玄三と面会。胃癌を早期に発見できたため、安全な内視鏡手術の予定であったが、病室に訪れたスーツ姿の男性と話をした後、手術を受けないと態度を一変させる。その後、娘・幸子の説得で、手術をすることには同意したが、予定していた内視鏡手術ではなく、リスクが高い開腹手術での胃摘出を希望し、さらに翌週までに手術ができなければ、この病院での治療を中止するとまで言い出した。諏訪野は再び病室を訪れたスーツの男性に接触し、彼の正体が保険会社の人間であることと、玄三が契約していた保険内容を知る。玄三は、家計のために大学進学を諦めかけている孫娘のために、保険金給付となる可能性が少しでも高くなる開腹手術を希望していたのだった。
冷めない傷痕
様々な皮膚科の症例を研修中に診ておきたいと、諏訪野は二年目の研修で希望した科を選択できる「選択科」にて、1か月間の皮膚科を選択していた。ある日、足に火傷を負った女性・守屋春香が搬送されてきた。諏訪野は彼女の火傷部位の包帯交換中に汚れのようなものを見つけたが、次の日には火傷が広がっていて、汚れはなくなっており、疑問に思った諏訪野は、指示を受けたと偽りデジタルカメラで患部を撮影し、搬送当時の写真と見比べると、当初は明らかに汚れのようなものがあったことを確認する。また、春香の言い分と火傷部位と当日の服装に違和感があり、関係者によるDV（ドメスティックバイオレンス）の可能性を念頭に春香に問いただすと、交際を申し込まれた男性上司・鍋島の両親が教師のため、若気の至りで当時の恋人であり前夫でもある男性の名前などのタトゥーを消すのに自ら火傷を負ったと告白した。
シンデレラの吐息
小児科での研修。喘息による呼吸困難で8歳の姫井姫子が緊急入院する。検査するとある項目の異常が判明し、処方薬を正しく服薬していないようで病室のゴミ箱から薬が発見される。小児科指導医・志村は両親による代理ミュンヒハウゼン症候群を疑ったが、諏訪野は患者の友達からの見舞いの手紙の宛名や、最近会った人物から、患者が入院すればMRとして病院に出入りしている実父・灰崎に見舞いに来てもらえることを期待して少しでも長く入院していたいと薬を服用しなかったと推理する。姫子の父母や呼び出した灰崎に確認すると、姫子を混乱させないために灰崎には会わせてないことが明らかとなり、真相を聞いた母・裕子は入院中も退院後も週に一度は姫子が灰崎に会うことを許可した。
胸に嘘を秘めて
循環器内科での研修。諏訪野は、かつての人気女優・愛原絵里こと四十住絵理の担当になった。付添は家族ではなくマネージャーの横溝だった。人気女優ということもあって26階の特別病棟に秘密裏に入院していたが、リークされ、世間に知れ渡る。事務所の社長・久米と横溝により、絵里は近々アメリカの病院に転院予定で移植を受けることが公表され、入院費・渡米費を集める募金運動を始めると記者会見で述べられた。その1週間後、久米が事務所の金を横領していることもリークされ、諏訪野は誰がリークしているのかを推理し、問いただすと横溝がリークを認めた。渡米予定の病院に医大生時代の部活の先輩がいたので、諏訪野は個人的に確認を取ると、外国人の入院予定者はいないという。2週間後の深夜に絵里の容体は急変し脳死状態となる。絵里は臓器提供意思表示カードを作成しており、母・洋子の同意をもって手配に入る直前に、諏訪野は、腎臓は妹・紗智に移植して欲しいという絵里の最期の願い伝え、それを叶えるためには脳死判定前に家族間での生体腎移植を提案し、翌日に移植手術を行う。術後に脳死判定で脳死と決定診断され、日本臓器移植ネットワークへ報告される。諏訪野は研修最終日に、指導医の上林とともに移植用の臓器摘出のために絵里が手術室に入るのを見届け、循環器内科での研修を終え、諏訪野はどの科へ進むか決めた。

## あらすじ（再会のセラピー）
東京国際フォーラムで開催された日本内科学会で発表を終えた30歳の諏訪野良太は、会場内で医学生時代の同級生で親友でもある小鳥遊優と彼の勤める病院の女性研修医・鴻ノ池舞と遭遇し、即座に「飲みに行こう」と誘い、飲みの席で、鴻ノ池より研修医時代の「面白い経験」「変わった指導医」「一番記憶に残る患者」を聞かれ、それぞれ回想した。
救急夜噺
面白い経験として、救命救急部での研修を回想。他科研修中の週1回の救命救急部当直のころから、何度も顔を合わせて常連となっている広瀬秀太の処置を終えたあと、路上で倒れていたという秋田竜也が救急搬送されてきた。秋田は昨年にも搬送されて入院を強く希望したが、入院の必要なしと帰されていた。今回は処置中に痙攣や意識消沈が現れたため、夜間は手薄となる病棟引き継ぎもできず、朝まで措置観察室ベッドに寝かされていた。秋田と前後して、覚醒剤中毒の男性、警察に追われて電柱に衝突して救急搬送された暴走族の男性と、下痢と嘔吐が続き直接来院した女子高生の処置がおこなわれていた。さらに末期がんの高齢女性患者が疼痛コントロールの都合で明朝救急搬送の上26階か27階の特別室に入院したいとの連絡もあった。諏訪野は、血液検査の数値から秋田の症状は入院するためにインスリン自己注射を過剰接種したと考え、特別室に入院中の患者か、この救急救命部内の別の患者に何らかの理由で接触することが目的なのではと推察し、万が一に備え警備員も待機させていた。朝に末期がんの高齢女性患者も予定通り搬送されてきて受け入れ診察中に、秋田は諏訪野の予想通り動き出し、高齢女性患者に接触した。
割れた鏡
変わった指導医として、形成外科での研修を回想。附属病院では一般的な形成外科手術とともに美容形成外科手術も手掛けており、8回目の大掛かりな美容形成外科手術として顎の骨を削り、顎のラインを変えたいと希望する女優・月村空良が、美容形成外科を専門とする指導医・三上の外来に来た。成功率は低いが手術は可能と診断し、3週間後に入院したが、入院後のMRI検査で、下顎の骨にわずかなヒビが見つかり、三上は手術を断念するように空良に伝えたが、空良は顔の他の部位でもいいから明日までに手術をできるか考えてと、強く手術を希望した。諏訪野は他の仕事を終えた夜に、どのような顔にしたいのか、要望を聞きに病室に向かったが、空良はゴシップ雑誌の記者に記事の売り込みしている真っ最中であった。このことは妹・海未には言うなと釘をさされて病室を追い出されたのを三上に報告。附属病院裏手の研修医寮の自室に戻ってから、過去のスキャンダル記事をネットで見てある共通点にたどりつき、深夜に病室を尋ね、顔を変えてスキャンダルを繰り返すのが目的ですねと空良を問いただした。
二十五年目の再会
一番記憶に残る患者として、2年目最後の緩和ケア科での研修を回想。指導医からは1か月間ある患者を集中して診てほしいと指示される。緩和ケア科病室で顔を合わせたのは、救急部で何度も顔を合わせていた広瀬だった。諏訪野から最後に家族とか会いたい人はいませんかと問われ、広瀬は25年前に仕事場から大金を盗んだことに対する冤罪と公務執行妨害で逮捕されて刑務所に入っていたことと、その時別れた子どもに会いたいと聞かされ、諏訪野は25年前の事件を独自に調べる。浮腫で状態悪化した広瀬の処置をし、容体を安定させると広瀬のベッドの脇に「警視庁刑事 桜井公康」とかかれたメモがあり、諏訪野は桜井に直接会って更に手がかりをつかもうとするが、桜井は広瀬が公務執行妨害で逮捕されるきっかけとなったのは自分だと白状した。広瀬から警備員時代からの友達が同じ病気で去年亡くなっていると聞かされ、残る金のありかがわかった諏訪野は、桜井の協力もあり、ビル内から見つけ出すことに成功した。広瀬の冤罪が確定し警察も広瀬に謝罪の方向で動いているという。25年前の事件は解決したが、桜井から「あなたにはまだ解かなくてはいけない謎があります」と言われ、諏訪野は広瀬にあることを問いかける。

## 登場人物

### 祈りのカルテ

#### 主要人物（祈りのカルテ）
諏訪野良太（すわのりょうた）
本作の主人公。純正会医科大学附属病院の研修医。医大生の6年間は柔道部に属し体育会系の世界にいたが、芸能界のゴシップ記事には目がなかった。
冴木裕也（さえき ゆうや）
諏訪野の医学生時代からの親友で同じく純正会医科大学附属病院の研修医。父親の真也は外科の指導医。

#### 彼女が瞳を閉じる理由
上松（うえまつ）
救命救急科医。瑠香の搬送連絡時に覇気無く「救急患者じゃねえよ」とつぶやく。
山野瑠香（やまの るか）
26歳女性。生活保護受給者で、月末か月初めに睡眠薬を大量服用し直後に自ら救急搬送を依頼している。
岡部彰（おかべ あきら）
瑠香の元夫。瑠香の容体を聞きにきた。
立石聡美（たていし さとみ）
精神科指導医。ボブカットの30代女性。諏訪野に「君は空気を読みすぎている。精神科医になったら、5年以内に治療を受ける側になる」と指摘する。
亀井（かめい）
精神科講師。精神科では山野瑠香を知らない人はいないと言う。
沢井（さわい）
医学生時代の同級生。研修を受けずに法医学教室に入った。

#### 悪性の境界線
冴木真也（さえき しんや）
外科の指導医。親友の父でもある。諏訪野に「お前は外科には向いていない。患者に寄り添って治療できる科のほうが向いている」と言った。
近藤玄三（こんどう げんぞう）
79歳男性。早期の胃がんで、がん保険の保険金給付の都合で、安全な内視鏡手術ではなく、リスクが高い開腹手術を希望する。
近藤幸子（こんどう さちこ）
玄三の娘。離婚して高校2年生の娘を育てている。
山本誠（やまもと まこと）
玄三の病室に現れた謎のスーツ男で、正体は保険会社の営業マン。

#### 冷めない傷痕
桃井佐恵子（ももい さえこ）
皮膚科の指導医。グラマラスな体形だが皮膚科医になってから20年以上で濃い目の化粧をする女性医師。諏訪野に「皮膚科は、君みたいに一人の患者をじっくり診る余裕はない」と言った。
守屋春香（もりや はるか）
火傷で搬送されてきた女性。シングルマザーで、娘がいる。
守屋花南（もりや かなん）
5歳になる一人娘。春香の勤務中は会社内の保育室に預けられており、鍋島とも面識がある。
鍋島（なべしま）
春香の勤務先の上司で、春香に結婚前提の交際を申し込んだ。

#### シンデレラの吐息
志村（しむら）
小児科の病棟長で指導医。ボサボサの髪と無精ヒゲで、白衣でなければホームレスにも見える風貌。諏訪野に「君は患者の悩みを真剣に考え、それを解決する能力と優しさがある」と言った。
姫井姫子（ひめい ひめこ）
8歳女児。喘息の持病を悪化させ入院。喘息は3歳のころに発症し何度か入院していた。小学校入学後は落ち着いたがここ1年で3回も入院しているという。かかりつけの病院が一杯のため、純正医大附属病院に搬送された。幼稚園の時の友達からは「シンデレラちゃん」と呼ばれている。
姫井裕子（ひめい ゆうこ）
姫子の実母。3年前に前夫・灰崎と離婚し、去年に現夫・姫井洋介と再婚した。旧姓は近藤。
姫井洋介（ひめい ようすけ）
姫子の義父。姫子は「お父さん」と呼び、灰崎と区別していた。
灰崎（はいざき）
製薬会社の営業担当者で面会時間外でも、医師に会うため病棟に出入りできる立場。裕子の元夫で、姫子の実父。姫子に会わない事を条件に姫子の状況や入院先などを伝えられていた。姫子は「パパ」と呼ぶ。

#### 胸に嘘を秘めて
上林（うえばやし）
循環器内科の指導医。あごにわずかな髭を蓄えた精悍な面構えの中年男性。
四十住絵理（あいずみ えり）
27歳女性。突発性の拡張型心筋症で補助人工心臓を装着している。「愛原絵理」の芸名で数年前にアイドルから女優に転身しブレイクしたがトラブルが相次ぎ3年前から業界から干されていた。26階の特別病棟に入院し家族との面会も拒絶していたが、死後の希望として移植のドナーになることと、妹への腎臓移植を希望していた。
横溝（よこみぞ）
絵里の女性マネージャー。30代。事務所の経理状況や社長の金遣いも熟知しており、絵里の入院をリークして治療費確保の募金運動について社長に提案したが、社長は絵里の治療よりも再ブレイクさせ儲けようという算段であったため、社長のこともリークした。
久米（くめ）
絵里の所属する芸能事務所の男性社長。事務所の金を横領しギャンブルにつぎ込んでいた。
四十住紗智（あいずみ さち）
絵里の妹で女子高生。糸球体腎炎で腎不全になり前年透析導入のための入院中に、腎臓内科で研修をしていた諏訪野が担当した。
四十住洋子（あいずみ ようこ）
絵里と紗智の母親。

### 再会のセラピー

#### 主要人物（再会のセラピー）
諏訪野良太（すわの りょうた）
現在は30歳。回想当時は2年目の研修医。実父は生まれてすぐ病死したと聞かされていたが、写真などは残っていない。母は諏訪野が小学生の時に母より10歳年上の男性と結婚した。義父は収入に余裕があったので専業主婦となり諏訪野も塾に行かせてもらえるようになった。後に妹も生まれた。
小鳥遊優（たかなし ゆう）
医大生時代の同期で親友でもある。現在は天医会総合病院統括診断部勤務。詳細は天久鷹央の推理カルテ 登場人物参照。
鴻ノ池舞（こうのいけ まい）
天医会総合病院の女性研修医で25歳。初期研修後の配属先を統括診断部に決めている。
広瀬秀太（ひろせ しゅうた）
中年男性で不定愁訴を訴え、ふらりと夜に救命救急部を受診する常連となっているが、悪性中皮腫による末期がん患者でもあるので、万が一に備え、その都度検査や薬を処方して帰している。『割れた鏡』では入院しており、冴木裕也が担当になったが、裕也は広瀬が頻繁に深夜の救命救急科を受診しているのは知らなかった。『二十五年目の再会』では余命3週間程度となり、緩和ケア科に入院し、同科研修医となった諏訪野が担当することになった。諏訪野のことを「良太先生」と呼ぶ。享年53。

#### 救急夜噺
柚木慧（ゆずき けい）
救命救急部指導医。30代女性医師で、髪型はベリーショート。勤務中の食事は味よりスピード優先で、配達されてから時間の経ったピザでも冷たいまま食べる。
秋田竜也（あきた たつや）
路上で倒れているのを通行人による救急要請で搬送されてきた。56歳。1年前にも諏訪野が当直のときに胃痛を訴えて搬送され、やたら入院を希望していたが、入院の必要無しで返されていた。今回もただの泥酔者と思われたが、処置中に痙攣症状が現れ、その後意識消失も見られた。
高齢女性患者
純正会に多額の寄付をしており、院長より特別室への入院を許可されている名家の末期の膵臓がん患者。朝一で救急搬送により入院したいと未明に救命救急部に予約の電話をした。

#### 割れた鏡
三上翔馬（みかみ しょうま）
形成外科の指導医で、美容形成外科が専門。美容形成外科の腕は日本トップクラスと自認しているが、日本一は柊貴之がいると言った。
月村空良（つきむら そら）
何度も美容形成外科手術をしている25歳の女優。16歳で双子の妹とユニットを組み『ドッペル』でアイドルデビューしたが、18歳のとき交際相手とともに飲酒喫煙していることがバレてスキャンダルになりドッペルは解散、20歳のときに顔を変えて女優デビューしたが、共演者と不倫をしてスキャンダルで数か月ごとに休養・復帰時に顔を変え、再び共演者と不倫を繰り返してきた。
国松源也（くにまつ げんや）
空良の所属するプロダクション社長で、空良の緊急連絡先となっている。
月村海未（つきむら うみ）
空良の双子の妹。美容形成などはせず、現在は女優として活動。

#### 二十五年目の再会
窪啓太郎（くぼ けいたろう）
緩和ケア科の指導医で教授。
服部五郎（はっとり ごろう）
25年前の事件の夜に広瀬とペアを組んで勤務した先輩社員。真犯人と思われていたが、事件直後に事故死しており、広瀬が逮捕・起訴されることとなった。
桜井公康（さくらい きみやす）
警視庁刑事部捜査一課殺人犯捜査係の刑事。25年前は新宿署の駆け出しの刑事であった。

## 純正会医科大学附属病院
- 創立100年を超える純正会医科大学[6]。
- 外来診察室や各科の医局がある「本館」[6]。
- 千床を超える病室や各種検査機器や手術室のある「新館」[6]。新館の地下にはそば屋「通称・地下そば」がある[7]。
  - 新館の最上層である26階と27階は全個室のVIP向け特別病棟である。個室内も高級ホテルのスイートルーム並の造りであり、27階に至っては1フロア1室のみで1日の個室料金は50万円を超える。26階は25階からのエレベーターのみ、27階へは26階からのエレベーターでしか行けない。セキュリティも厳重で、病棟入口は職員は専用の職員証をリーダーにかざす必要があり、見舞人は入院患者または付添人の許可を得た人物のみ入ることが許される[8]。看護師も5年以上の勤務経験を持ち、定期的に個人情報管理の講習受講を義務付けられている。教授回診時も教授と担当医のみ入る[9]。
- 緩和ケア科病棟は戦前建築で重要文化財指定を受けており、病院敷地内だが本館や新館とは少し離れた位置にある「旧館」を使用している、屋内エレベーターの柵は手動式[6]。
- 研修医用の寮は病院敷地の隅に建っている。走れば新館にある救命救急室まで3分程度で行ける[10]。

## 書誌情報
- 知念実希人『祈りのカルテ』
  - 単行本:2018年3月29日発売[1]、KADOKAWA、ISBN 978-4-04-106580-8
  - 文庫本:2021年2月25日発売[2]、角川文庫、ISBN 978-4-04-110980-9
- 知念実希人『祈りのカルテ 再会のセラピー』
  - 単行本：2022年8月10日発売[11]、KADOKAWA、ISBN 978-4-04-112536-6

## テレビドラマ
『祈りのカルテ 研修医の謎解き診察記録』（いのりのカルテ けんしゅういのなぞときしんさつきろく）のタイトルで、2022年10月8日から12月17日まで日本テレビ系「土曜ドラマ」枠で放送された。主演は玉森裕太。
原作である『祈りのカルテ』『祈りのカルテ 再会のセラピー』には登場しないドラマオリジナルのキャラクターや設定も登場する。

### キャスト
年齢は物語開始時の年齢。

#### 主要人物
諏訪野良太（すわの りょうた）〈25〉
演 - 玉森裕太（2歳時：後藤浬）
本作の主人公。純正医科大学附属病院1年目→2年目の研修医。1997年4月22日生まれ。
諏訪野は母親の再婚相手の姓で、小学生のころは小林であった。最終話で循環器内科を選ぶ。
曽根田みどり（そねだ みどり）〈25〉
演 - 池田エライザ
良太と同期の研修医。外科志望で同期一優秀。プライドが高く、気が強い一方で、沙智の事をずっと気に掛ける世話好きな一面も。最終話で小児科を選択する。
冴木裕也（さえき ゆうや）〈25〉
演 - 矢本悠馬
良太と同期の研修医。イマドキ男子。父は指導医でもある外科医の冴木真也。とある遺伝性の病気にかかっている。1997年10月12日生まれ。一見チャラいが、内面に父親に対するコンプレックスを抱えており、酔っ払うと愚痴をこぼす。最終話で父と同じ外科を選択する。

#### 純正医科大学附属病院

##### 研修医
良太たちと同期の研修医
牧村康雄（まきむら やすお）〈40〉
演 - 濱津隆之
8歳の子持ちおじさん研修医。元保育士。一浪して苦労の末に医師となった。尾崎豊のファン。温和で協調性があり、周囲との和を大切にする性格。
最終話で岩手県にある小児科に行くことを選択する。
橘麻友（たちばな まゆ）〈25〉
演 - 堀未央奈
お嬢様研修医。地方の総合病院の院長令嬢。研修を通して婿探しをしている。美容への意識が高い。どこからか院内の噂話を仕入れてくる。
最終話で皮膚科を選択する。
谷川聖人（たにがわ まさと）〈25〉
演 - YU
エリート研修医。寡黙でプライドが高く、上昇志向が強い。几帳面で毎日のルーティンを大切にする。趣味は苔を育てること。中国語が堪能。
最終話では「世界を羽ばたく医師になる」と公言している。

##### 指導医
立石聡美（たていし さとみ）〈49〉
演 - 松雪泰子
精神科医。真也とは同期。タロット占いなどの占いが趣味。人を見る目に長けている。良太にカルテを詳細に書くことを教え、「精神科は体力勝負」だと言う。かなりの大食いで、食堂の大盛りカツ丼が好物。
大学2年時、交際相手が自殺したため、退学して医者を目指すことを止めようとしたが、広瀬に制止されて思い留まっている。
冴木真也（さえき しんや）〈55〉
演 - 椎名桔平
外科医。裕也の父親。とある遺伝性の病気にかかっている。
大学卒業後、海外ボランティアをしていたが、その後に医大に入り直しているので同期の立石らよりも年上。
一見厳格でとっつきにくく見えるが、息子想いであり、裕也の誕生日には研修医の頃に皆に置いてきぼりにされた過去を語り、裕也のコンプレックスを和らげた。
木佐貫英子（きさぬき えいこ）〈54〉
演 - 斉藤由貴（第1話 - 第3話）
産婦人科医。立石の先輩。元関東ナンバーワンのレディースだったと噂され、相当肝が据わっている。
立石同様、「産婦人科は体力勝負」だと考えている。
志村雄一（しむら ゆういち）〈56〉
演 - 勝村政信（第1話・第6話）
小児科医。無表情でボソボソ話す。神出鬼没で突然背後に現れる。
オカリナを演奏して子供たちを手懐ける術を編み出しており、良太からミステリアスな人物と一目置かれる。
桃井佐恵子（ももい さえこ）〈48〉
演 - りょう（第1話・第8話）
皮膚科医。「医師は人から見られる職業である」との持論から、身だしなみにうるさく、自身もメイクをバッチリ決めている。妖艶さを醸し出し、ときどき良太との距離が近すぎる。おっとりした口調で穏やかな人柄だが、仕事になると迅速にこなす。残業のない皮膚科をこよなく愛する。
現在も独身だが、ヒモの彼氏がいるらしい。
大賀寛太（おおが かんた）〈45〉
演 - 片桐仁（第1話・第9話）
腎臓内科医。明るいムードメーカー。
独身で、マッチングアプリでの交際相手探しに夢中。髪を触られるとキレる。
榊健太郎（さかき けんたろう）〈48〉
演 - 小手伸也（第4話）
総合診療科医。患者の不調原因を探る総合診療科医の仕事を「謎解き」と言い、名探偵の推理になぞらえる。
シャーロック・ホームズのファンで、良太を「ワトソン」と呼ぶ。
上林晃太郎（うえばやし こうたろう）〈43〉
演 - 高橋努（第5話）
循環器内科医。ガッツと持久力があり、後輩想い。チーム医療を大切にしている。体育会系だが、裏では打たれ弱い。
柚木慧（ゆずき けい）〈43〉
演 - 観月ありさ（第7話）
救急救命科医。タフで快活。
総合格闘技をこよなく愛し、病院にサンドバッグを持ち込んでトレーニングを行っている。
窪啓太郎（くぼ けいたろう）
演 - 髙嶋政宏（第9話・最終話）
緩和ケア医。穏やかな性格。「1人の患者にとことん向き合うこと」を教え、「医療とは人生を長い目で見ること」だと捉えている。
広瀬の緩和ケアを担当させる。

##### 医師
小林真治
演 - 白畑真逸（第2話）
外科医。
田中卓人
演 - 和田亮太（第2話）
外科医。
山口保　
演 - 内藤トモヤ（第2話）
外科医。
山岸　
演 - 田中美登里（第8話）
皮膚科部長。
小沢涼子　
演 - 今泉あまね（第8話）
皮膚科医。
竜崎勲（りゅうざき いさお）
演 - 山中聡（第9話）
検査科医。同期の腎臓内科医・大賀と犬猿の仲。院内全ての臨床検査を取り仕切っている。

##### 技師
小笠原一博（おがさわら かずひろ）
演 - 若林時英（第9話）
検査技師。末期腎不全の鈴音の闘病生活を見守るうち、彼女と交際するようになり、生体腎移植手術が実施されると鈴音が婚約者の松井と結婚してしまうため、鈴音の血液検査や、彼女の母・麗香の心電図検査の結果に細工して移植手術の実施を阻止していた。
鈴音に全てをささげる覚悟があり、結婚して家族になれば鈴音に腎臓を提供することができると鈴音と麗香に告げ、検査結果を改ざんした責任を取り、純正医大病院を退職する。

##### 看護師
高木美和子
演 - 四條寛子（第2話）
水川
演 - 田中佐季（第3話）
前田ゆき
演 - 奥原ゆきの（第4話）
三崎
演 - 浅野千鶴（第6話）
菅涼香（かん りょうか）
演 - 大藤由佳（第7話）
向井
演 - 諫早幸作（第7話）
尾形
演 - 今藤洋子（第7話）

##### 患者
広瀬秀太（ひろせ しゅうた）〈49→50〉
演 - 原田泰造（第1話・第2話・第5話 - 最終話）
夜間救急で良太が担当医となる。退院後も何かと良太を気にかけるおじさん。サウナ好き。
実は聡美と真也の医大時代の同期で、幼いころに離別した良太の父親であった。
悪性中皮腫によるステージ4の末期がん患者で、アパートを訪ねた良太に喀血しているところを発見され純正医大病院に搬送されるが、病院を抜け出す。
スーパーで倒れ再び純正医大病院に搬送されると、緩和ケア科で研修中の良太が担当医に就く。死期を悟った上で、良太が入局する科を考えたり、同期に会いたがるなど、良太と一緒に過ごす事に喜びを感じる。
四十住沙智（あいずみ さち）〈17→18〉
演 - 豊嶋花（第1話 - 第5話・第9話）
12歳で腎炎を発症して以来、入退院を繰り返している少女。何事にも後ろ向きになっている。
退院後も透析のため通院していたが、ドナーカードを所持していた姉・絵理の脳死を受け、腎臓の移植手術を受ける。
四十住洋子（あいずみ ようこ）
演 - 正木佐和（第4話・第5話）
沙智の母親。

##### 諏訪野家
諏訪野幸一（すわの こういち）〈48→49〉
演 - 矢柴俊博（第3話・第4話・第6話・第9話）
良太の義父。千絵の再婚相手。
静岡に転勤することになり、単身赴任でなく家族で引越すので、良太に知り合いの静岡の病院を紹介し、一緒に静岡に行かないかと誘う。
諏訪野亜衣（すわの あい）
演 - 中島瑠菜（第3話・第9話)
良太の異父妹。
諏訪野千絵（すわの ちえ）
演 - 小林麻子（第3話・第9話）
良太の実母。良太の実父と離別後、良太が小学生の時に幸一と再婚した。

##### ゲスト

###### 第1話
山野瑠香（やまの るか）〈25〉
演 - 仁村紗和
元キャバ嬢の生活保護受給者。2年間、睡眠薬の過量服薬で毎月入退院を繰り返しており、立石から「境界性パーソナリティ障害」と診断されている。
離婚後も元夫・岡部彰から暴力を受け生活保護費の金を無心されており、それを避けるのに受給日前後に睡眠薬を過量服薬したふりをして緊急搬送で病院に逃げ込んでいるのではないかと良太にカルテから推理、指摘されると、自主退院してしまう。しかし良太の指摘で岡部に別れの電話をかけ、彼から暴力を振るわれると事前に通報していた警察に逮捕させる。そして負傷者として病院に搬送されると、良太に岡部と縁を切ったと報告する。
上松琢磨
演 - 関智一
救急救命医。救急車で搬送されてきた山野瑠香は2年もの間、睡眠薬の過量服薬を続けていると良太に教える。
岡部彰（おかべ あきら）
演 - ねりお弘晃
瑠香の元夫。キャバクラで出会った瑠香と結婚するが、束縛が強く喧嘩が絶えなかったことから、2年前に離婚している。
タバコを瑠香の左腕に押し付けるなどDVを働いていたが、離婚後も生活保護費の受給日に瑠香の下を訪れ、優しい言葉をかけて生活保護費を搾取していた。
老医師
演 - 藏内秀樹
コードブルーで全医師、看護師に院内で緊急招集がかかるなか、途中で息切れして歩みを止めてしまう。

###### 第2話
近藤玄三（こんどう げんぞう）〈79〉
演 - 伊武雅刀
胃がんと診断された老齢の患者。当初、内視鏡手術に前向きな姿勢を見せていたが、自分は癌ではないと主張し、一変して手術を拒否するが、次にはリスクの高くなる開腹手術を1週間以内に実施することを要望する。
生命保険の営業マン・山本に確認した保険の契約内容に影響され、孫の真緒に保険金が残せるよう立ち回っていた。
若宮悟志（わかみや さとし）
演 - 前原滉
玄三と相部屋の入院患者。胆石だが癌ではないかと疑い、近藤とカルテを盗み見ようと夜更けに良太のいない当直室に忍び込む。
近藤幸子
演 - 伊藤麻実子
玄三の娘。手術を拒否した父・玄三に手術を受けるよう説得する。10年前に離婚している。
近藤真緒
演 - 北澤響
玄三の孫。家計が苦しいことから大学受験を諦め、就職すると決めている。
山本誠
演 - 木原勝利
玄三と病院のロビーで話をしていたスーツの男。民間療法の従事者と疑われたが、「やよい生命」の保険の営業マンであった。
三浦タケト
演 - 大岡周太朗
注射を嫌がる小児科の入院患者。
三浦タケトの母親
演 - 夏目樹里
イノウエ
演 - 林摩耶（第3話）
院内で産気づいた妊婦。
患者の家族
演 - 奥田由美
ギャルたち
演 - 犬嶋英沙、八鍬有紗
裕也と牧村と共にカラオケパーティに興じるギャルたち。

###### 第3話
小野文香（おの ふみか）
演 - 矢田亜希子
妊娠中の弁護士。妊娠25週目だが切迫早産の危機に陥り、救急搬送される。3年前、不妊治療の末に子供を授かるが流産している。
子宮頸がんを患い、癌になったことを夫の正和が自分のせいだと苦悩することを危惧して、彼を苦しめない思いから離婚し、弁護の依頼者だった岡田にお腹の中の子供の父親と名乗ってもらい、帝王切開で何としてでも愛する正和の子供を出産しようとしていた。
産婦人科医の木佐貫が文香の覚悟を受け止め、帝王切開で子供を出産するとともに、ガンの手術も同時に受け、正和と復縁する。
本郷正和（ほんごう まさかず）
演 - 森田甘路
4か月前に文香と離婚した元夫。離婚と妊娠時期の重なりから、文香のお腹の子供は自分の子供と主張する。
岡田俊一（おかだ しゅんいち）
演 - 内藤秀一郎
文香の交際相手。半年前から文香と不倫交際しており、交際期間と妊娠時期の重なりから、彼女のお腹の子供は自分の子供と主張する。
フードデリバリーの仕事中に接触事故で相手と揉めたため、文香に弁護を依頼するが費用が高額で工面できなかったところ、文香からお腹の中の子供の父親と名乗ることを交換条件に費用を免除してもらっていた。
町田翔馬（まちだ しょうま）
演 - 椿原慧
外科の入院患者。沙智が想いを寄せる男子高生。沙智がみどりに背中を押され告白しようとするが彼女がいた。

###### 第4話
工藤香織（くどう かおり）
演 - 堀田真由
病名不明の総合診療科の患者。デベロッパー。同期の佐々原に差し入れされたコーヒーを飲んだ途端、体が震え、手が麻痺したようになる症状に襲われる。症状が治まったことから検査入院を抜け出し、会社に復帰するが、大型案件のプレゼン中に意識を失い病院に救急搬送される。榊医師に急性間欠性ポルフィリン症の症状が引き起こされたと診断され、入院中に治療薬を投薬されたが、腹痛を訴える。自身の原因不明の症状が母により引き起こされたものとわかった際は母を恨むが、自分のことを心配してくれた母心を理解し、また、父の死後、自分自身を見失っていたと悟り、デベロッパーを退職する。
工藤佳代
演 - 加藤貴子
香織の母。裕也が通うパン教室の先生。5年前、心筋梗塞で夫を亡くしている。
父が亡くなったことを契機に、父の分も頑張ると気負い、取りつかれたように仕事をする娘・香織が夫のように突然死することを恐れ、自身も患う急性間欠性ポルフィリン症が遺伝性の病気で、その病理にも詳しかったことから、症状を誘発するワインやナッツを娘に与えたり、入院中与えられた治療薬をすり替え、逆に症状を誘発する因子を含む睡眠薬を投与し、娘をオーバーワークから解放しようとしていた。
佐々原雅人（ささはら まさと）
演 - 遠藤健慎
香織の同期社員。大型開発案件の担当者の座を香織と競っている。
町田和明
演 - 岩永洋昭
工藤と佐々原の上司。部長。

###### 第5話
愛原絵理（あいはら えり）/ 四十住絵理（あいずみ えり）〈27〉
演 - 成海璃子
人気女優。沙智の姉。VIPばかりが入院している特別病棟の最上階に特発性拡張型心筋症で極秘入院する。
渡米して心臓移植手術を受けるまで入院するという話であったが、そもそも嘘で、自身が亡くなることを覚悟したうえで、自分の名前を使った募金活動で集めた資金を、自分と同じ病気で苦しんでいる人たちを助けるのに寄付するための芝居であった。また、病状を心配して面会に訪れた妹の沙智を拒絶したのも、嫌な姉なら亡くなっても悲しまないだろうという、思いやりからであった。
良太から諦めず国内で治療を受けようと持ち掛けられ、前向きになっていた矢先、集まった募金3億円の寄付を発表した後に容体が急変して脳死状態になると、ドナーカードで臓器提供の意思を表明していたことから、妹の沙智に自分の腎臓を提供する。
横溝美沙（よこみぞ みさ）
演 - 梅舟惟永
絵理の女性マネージャー。絵理が極秘入院したことを口外しないよう、担当となった良太とみどりに釘をさすが、マスコミに漏れたことで病院に抗議する。
良太たちに問い詰められたことで、自分が絵里の入院をリークし、社長の久米に募金運動を訴えさせ絵理の治療費を確保し、絵里を道具のようにしか考えていない久米を追放するため、久米の事務所の資金横領もリークしたと告げるが、実際は絵里の指示で立ち回っていたことは最後まで明かさなかった。
久米雅彦（くめ まさひこ）
演 - ノモガクジ
絵理の所属する芸能事務所「サニーアクト」の社長。絵理の極秘入院がマスコミに漏れたことで病院に抗議するが、それを機に、絵理の渡米と手術費の募金運動を呼びかける。しかし後日、事務所の資金の横領疑惑をマスコミに報じられる。
男優
演 - 山﨑誠（日本テレビアナウンサー）
絵理が出演するドラマ『RICE FLIGHT!』で、相手役である航空会社の副操縦士マコトを演じる男優。
石田忠則
演 - 花ヶ前浩一
医師。愛原絵理の入院が漏洩したことで担当の上林に循環器内科がリークしていないか問い詰める。
小池
演 - 橋本恵一郎
純正医科大学附属病院の広報担当。愛原絵理の入院が漏洩したことで石田から状況を確認される。
中華料理店の店員
演 - 高橋岳則
愛原絵理が望んだ餃子と杏仁豆腐を良太がテイクアウトしたときに対応した中華料理店の店員。

###### 第6話
姫井姫子（ひめい ひめこ）〈8〉
演 - 金子莉彩
小児ぜん息の発作で入院した小学生の女児。幼稚園のころからの友達に「シンデレラちゃん」と呼ばれている。
病院に魔女が現れると周囲に言い回り、突然病室から姿を消してしまうが、そのたびに志村に発見され連れ戻される。
治療薬を処方されているはずが、血中から成分が分析されず、薬を飲んでいないことが確認されたが、症状が改善して退院してしまうと実父の灰崎と会うことができなくなるために、自ら治療薬を廃棄していた。姿を消していた間に灰崎と面会していた。
姫井裕子（ひめい ゆうこ）
演 - 河井青葉
姫子の実母。3年前に前夫・灰崎と離婚し、去年に現夫・姫井洋介と再婚した。
谷川から代理ミュンヒハウゼン症候群で周囲からの注目や同情を買うために、喘息の治療薬を与えず、姫子を虐待しているのではないかと疑われた。父親が二人いると姫子が混乱すると考え、灰崎に姫子と会うことを禁じていたが、良太が姫子は二人の父親を区別できており、灰崎と会えなくなった時期に喘息の症状を悪化させていたことから、灰崎に会えないストレスが原因で喘息を悪化させていると進言され、週1回、灰崎が姫子と面会することを許可する。
姫井洋介（ひめい ようすけ）
演 - 関幸治
姫子の義父。裕子の再婚相手。姫子が入院中も喘息の発作を起こしたことから、治療薬を姫子に渡していないのではないかと、妻の裕子から疑われる。姫子から「お父さん」と呼ばれ、灰崎と区別されていた。
灰崎彰吾（はいざき しょうご）
演 - 後藤剛範
百治製薬の営業担当。裕子の元夫で、姫子の実父。姫子に会わない事を裕子に約束させられていたが、純正医大病院で姫子と偶然再会し、裕子には秘密で姫子と面会していた。姫子から洋介と区別して「パパ」と呼ばれていた。
山内彩菜（やまうち あやな）
演 - 吉田志織
良太たちの1期下の新人研修医。裕也の交際相手で、裕也から「あやたん」と呼ばれ、裕也のことを「ゆうたん」と呼ぶ。
裕也とは結婚を前提とした交際で、父の真也に紹介することを裕也に望んでいたが、紹介されておらず、真也からこんな男と交際してはいけないと忠告されたことから、交際を解消する。
三浦
演 - 櫻井健人
良太たちの1期下の新人研修医。
研修医
演 - 鈴木達也
純正医大病院にまつわる都市伝説に登場する当直の研修医。
回想シーンの小児患者
演 - 平野絢規
行方不明になったが、志村が発見した。
子供たち
演 - 山田忠輝、木下瑛大、船附藍丈、竹井梨乃、沢田優乃
良太と谷川がキッズルームでの世話を任された小児患者たち。志村がオカリナを演奏した途端、おとなしくなる。

###### 第7話
秋田竜也（あきた たつや）〈51〉
演 - やべきょうすけ
繁華街で自ら救急を要請し、救命救急科に意識不明で搬送されてきた男性。良太からブドウ糖を注射されると意識不明ながら痙攣をおこしたことから、薬物使用が疑われたが、尿検査を受けても薬物は検出されず、持病を持つ訳でもないことから、原因を掴めずにいた。しかし尿検査後に再び意識を失い、意識回復後、消化器内科に入院させろと訴える。1年前の10月にも純正医大病院に搬送されているが、体調に問題がなかったことから良太に退院させられていた。
良太のカルテによる推理で、糖尿病であることが推測され、救急搬送時は糖尿病用のインスリンを自ら注射して低血糖で意識不明となり搬送させ、薬物使用確認の尿検査時には、トイレに隠れて飴を食べてからインスリンを注射し、意識障害から飴の糖分補給ですぐさま意識を回復していた。
そこまでして入院に拘ったのは、純正医大病院に入院する30年前に離別した母・八重子の10月の誕生日を祝いたいが、面と向かって会うことが出来ず、救命救急で搬送されることで消化器内科に入院し、母親の様子を確認しようとしていたからであった。

三木翔平（みき しょうへい）〈33〉
演 - 嶺豪一
救命救急科へ左大腿部の切創で搬送された金融業の男性。竜也と敵対する半グレではないかと牧村に推理されていた。
市川紗英（いちかわ さえ）〈23〉
演 - 西野凪沙
救命救急科に搬送されたキャバ嬢。同伴の客と寿司を食べ、腹痛になったと訴えるが、良太の触診をセクハラと騒ぎ立て、医師の交代を要求する。
アニサキスにより腹痛を発症していた。
曽根田麻美（そねだ あさみ）〈56〉
演 - 遊井亮子（第4話）
みどりの母親。レストランで食事後に食道静脈瘤破裂で吐血し、息子の勇人の通報で純正医大病院に緊急搬送される。C型肝炎による肝硬変の持病を持つ。
曽根田勇人
演 - 奥村皐暉（第4話）
みどりの弟。
岸本八重子
演 - 勝倉けい子
秋田の母親。消化器内科に長期入院しており、良太の計らいで息子の竜也と30年ぶりに再会し、自身の誕生日を祝ってもらう。
暴力団幹部
演 - 大河内浩
消化器内科の患者。秋田から襲撃されるのではないかと牧村に危惧される。
暴力団員
演 - 中松俊哉、阿邊龍之介
消化器内科に入院中の幹部の見舞いに来る。

###### 第8話
守屋春香（もりや はるか）
演 - 山崎紘菜
皮膚科の患者。右足に負った火傷部位の包帯交換中に汚れのようなものを見つけたが、次の日には火傷が広がっていて、汚れはなくなっており、良太に疑問に思われる。
火傷が広がる前の晩、病院を抜け出し行方不明になっており、街では放火事件が発生したことから、橘に放火魔と疑われる。実は交際する鍋島が教師で、鍋島の両親と温泉旅行に行くことになったことから、若気の至りで右足に入れた昔の交際相手の名前が彫られたタトゥーがバレると交際を解消されると思い、医療レーザーで消去する費用が工面できなかったことから、自ら煮えたぎる油をかけて火傷を負い、タトゥーを除去しようとしていた。
火傷が原因で最悪の場合感染症で死に至る危険があり、息子の陽太が一人残される可能性もあったことを良太に涙ながらに注意される。
陽太（ようた）
演 - 鳥越壮真
春香の息子。母の交際相手の鍋島になついている。
鍋島義人（なべしま よしと）
演 - 岩井拳士朗
春香の婚約者。中学校教師。
実は在宅でチラシをデザインするデザイナーで、守屋に教師と間違われたことから、教師でないことがバレると交際を解消されると思い、嘘をつき通していた。
松永千秋〈29〉
演 - 大家志津香
放火魔。連続放火で逮捕されるが、守屋が放火犯と疑われる原因となった。
川崎鷹也
演 - 川崎鷹也
インディで活躍するストリートミュージシャン。研修医として頑張る橘の心の支えとなっていた。

###### 第9話
桐生鈴音（きりゅう すずね）〈17〉
演 - 植原星空
末期腎不全の患者。沙智の友人。母・麗香から生体腎移植手術を行う予定が、血液検査に異常が発見され、手術が延期となる。
交際相手の小笠原から全てを捧げて腎臓を提供すると言われたことから、松井との縁談を断り、小笠原と結婚したいと本心を麗香に告げる。
桐生麗香（きりゅう れいか）〈46〉
演 - 松永玲子
鈴音の母。老舗料亭「桐生」の女将。料亭の経営を立て直すため、娘の鈴音とホテルチェーンの御曹司・松井との縁談を取りまとめる。
将来鈴音が女将の仕事に専念できるよう、透析で時間を拘束されなくなるのに生体腎移植手術を受けさせることが松井家から提示された結婚の絶対条件のため、大賀に早期の手術実施を求める。
仕切り直して再度移植手術の準備が勧められるが、心電図検査で自身の心房細動が確認され、また移植手術が延期となる。
鈴音から小笠原と結婚したい気持ちを告げられたことから、料亭を立て直すために娘の気持ちを考えず松井家との縁談を進めたのが間違いであったと反省し、縁談を断る。
松井蒼太（まつい そうた）
演 - 近藤雄介
鈴音の婚約者。リゾートホテルチェーン「アルファーズホテル」の御曹司で社長。

###### 最終話
桜井公康
演 - 山崎一
警視庁捜査一課の刑事。良太の父親が広瀬であることと、彼が巻き込まれた事件について伝える。
服部
演 - 松原正隆
広瀬の警備員時代の同僚。広瀬と同じく悪性腹膜中皮腫にかかり死亡した。
鈴木麻子
演 - 佐々木麻衣
テレビ局の社会部記者。広瀬秀太が以前強盗致傷の容疑で逮捕された際に現場の不動産会社ビル前からリポートしていた。

### スタッフ
- 原作 - 知念実希人
  - 『祈りのカルテ』（角川文庫）[83]
  - 『祈りのカルテ 再会のセラピー』（KADOKAWA）[83]
- 脚本 - 根本ノンジ[4]
- 音楽 - サキタハヂメ[4]
- 主題歌 - Kis-My-Ft2「想花」（MENT RECORDING）[84]
- 演出 - 狩山俊輔、池田千尋、鈴木悠馬[83]
- 医療監修 - 中澤暁雄、新村あすか
- 精神科監修 - 岡崎味音
- 外科・救命救急監修 - 加納良彦
- 産婦人科監修 - 立花聡司
- 総合診療科監修 - 宇藤薫
- 循環器内監修 - 秋田雅史
- 小児科監修 - 伊藤健一郎
- 皮膚科監修 - 戸倉新樹
- 腎臓内科監修 - 櫻谷浩志、荒川ゆうき、川嶋寛[85]
- 警察監修 - 石坂隆昌
- 医療指導 - 根本千草、本田俊哉
- 看護指導 - 石田喜代美
- 電子カルテ協力 - 富士通Japan[86]
- 取材協力 - 聖マリアンナ医科大学病院
- 医療協力 - セコメディック病院、四谷メディカルキューブ、若葉クリニック
- サウンドデザイン - 石井和之[87]
- VFX - 道木伸隆、岩崎マリエ[88]
- LED Screen Process スーパーバイザー - 大屋哲男[89]
- チーフプロデューサー - 田中宏史[4]
- プロデューサー - 藤森真実、戸倉亮爾（AX-ON）[4]
- 制作協力 - AX-ON
- 製作著作 - 日本テレビ

### 放送日程
| 話数                                                                        | 放送日   | サブタイトル | ラテ欄                                                 | 原作                 | 演出     | 視聴率 |
| --------------------------------------------------------------------------- | -------- | ------------ | ------------------------------------------------------ | -------------------- | -------- | ------ |
| #01                                                                         | 10月08日 | 精神科       | 研修医がカルテで患者の謎を解く心温まるミステリー       | 彼女が瞳を閉じる理由 | 狩山俊輔 | 6.6%   |
| #02                                                                         | 10月15日 | 外科         | 心を動かすミステリー!! 悪性の境界線… 手術拒否 患者の謎 | 悪性の境界線         | 狩山俊輔 | 6.5%   |
| #03                                                                         | 10月22日 | 産婦人科     | 研修先は産婦人科… 検査拒否する妊婦と2人の父親の謎      | -                    | 池田千尋 | 6.9%   |
| #04                                                                         | 10月29日 | 総合診療科   | 総合診療科は謎解く科!? 謎の発作繰り返す患者の原因に涙  | -                    | 池田千尋 | 6.6%   |
| #05                                                                         | 11月05日 | 循環器内科   | 極秘入院の女優が妹に隠す悲しい嘘… 研修最大の試練と涙   | 胸に嘘を秘めて       | 狩山俊輔 | 6.0%   |
| #06                                                                         | 11月12日 | 小児科       | シンデレラの吐息… 喘息の少女が小児科で何度も消える謎   | シンデレラの吐息     | 池田千尋 | 5.9%   |
| #07                                                                         | 11月19日 | 救命救急科   | 救命救急科の夜は戦場!! 元やくざの優しい嘘と親子の絆    | 救急夜噺             | 鈴木悠馬 | 6.7%   |
| #08                                                                         | 11月26日 | 皮膚科       | 火傷患者は連続放火魔!? 最終章突入… 諏訪野の実父現れる  | 冷めない傷痕         | 池田千尋 | 6.4%   |
| #09                                                                         | 12月10日 | 腎臓内科     | 17歳花嫁の移植手術を阻む人物!? 諏訪野親子を遮る新事実  | -                    | 狩山俊輔 | 5.3%   |
| #10                                                                         | 12月17日 | 緩和ケア科   | 最期に父親にしてくれてありがとう…… 涙の再会と決断      | 二十五年目の再会     | 狩山俊輔 | 6.8%   |
| 平均視聴率 6.4%（視聴率はビデオリサーチ調べ、関東地区・世帯・リアルタイム） |          |              |                                                        |                      |          |        |

- 12月3日は『日テレ系音楽の祭典 ベストアーティスト2022』（19時 - 22時54分）の放送[103]のため休止。

### その他
- ヒロインの池田は同時期にWOWOWで放送されている『DORONJO / ドロンジョ』に主演しており、10月29日より両ドラマのコラボCMが放送された[104]。

| 日本テレビ系 土曜ドラマ                | 日本テレビ系 土曜ドラマ                                          | 日本テレビ系 土曜ドラマ                |
| 前番組                                 | 番組名                                                           | 次番組                                 |
| -------------------------------------- | ---------------------------------------------------------------- | -------------------------------------- |
| 初恋の悪魔 （2022年7月16日 - 9月24日） | 祈りのカルテ 研修医の謎解き診察記録 （2022年10月8日 - 12月17日） | 大病院占拠 （2023年1月14日 - 3月18日） |